# Beretta 9000
La Beretta 9000 è una pistola semiautomatica lanciata sul mercato dalla Beretta nell'anno 2002.

## Il Progetto
Progettata come arma per la difesa personale (porto occulto) e per il personale di polizia in borghese, la Beretta 9000 è stata ideata da Giugiaro con un design armonioso e "morbido", quasi futuristico, per ridurre gli spigoli vivi che potrebbero creare problemi d'impigliamento agli abiti in caso d'estrazione. La Beretta 9000 è stata altresì la prima arma costruita dalla Beretta con fusto in tecnopolimeri, al fine di ridurre il peso totale. La Beretta 9000 è stata prodotta in due varianti:
- Beretta 9000S Type F: scatto in azione singola/doppia con cane esterno, sicura manuale ed abbatticane.
- Beretta 9000S Type D: scatto in sola doppia azione, con cane interno, priva di sicure manuali.

L'arma è stata resa disponibile nei calibri 9x21mm IMI (caricatore da 12 colpi, per il solo mercato italiano), 9x19mm Parabellum (caricatore da 12 colpi, per i mercati esteri) e .40 Smith & Wesson. Tutte le versioni della Beretta 9000 presentano un pulsante di sgancio del caricatore ambidestro.
I caricatori del relativo calibro (e mercato) sono intercambiabili con i modelli:
92 (9x19mm Parabellum); 
98 (9x21mm IMI);
96 (.40 S&W).

## L'Impiego
La Beretta 9000 si è rivelata, alle prove di tiro, come un'arma affidabile e dalle buone prestazioni; immediatamente dopo il suo lancio, ha goduto di una breve popolarità, soprattutto sul mercato civile e in particolare in Italia tra le Guardie Particolari Giurate, per via del peso basso e del costo competitivo. Tuttavia, a causa delle sue dimensioni piuttosto importanti, contenute in lunghezza ma eccessive in spessore, soprattutto dell'impugnatura, in confronto con altre armi alternative sul mercato, il suo volume di mercato si è rapidamente ridotto, decretandone l'insuccesso commerciale e spingendo la Beretta ad interromperne la produzione già nell'anno 2006.

## Derivazioni ludiche
Nell'anno 2007 la ditta russa ANICS, sussidiaria della tedesca Umarex, ne ha lanciato una versione a CO2 per scopi meramente ludici. 

## Media
Nell'anno 2002, la Beretta 9000 è stata utilizzata dall'attore Tom Cruise nel film Minority Report e Robert De Niro nel film Showtime.